# Puente-túnel

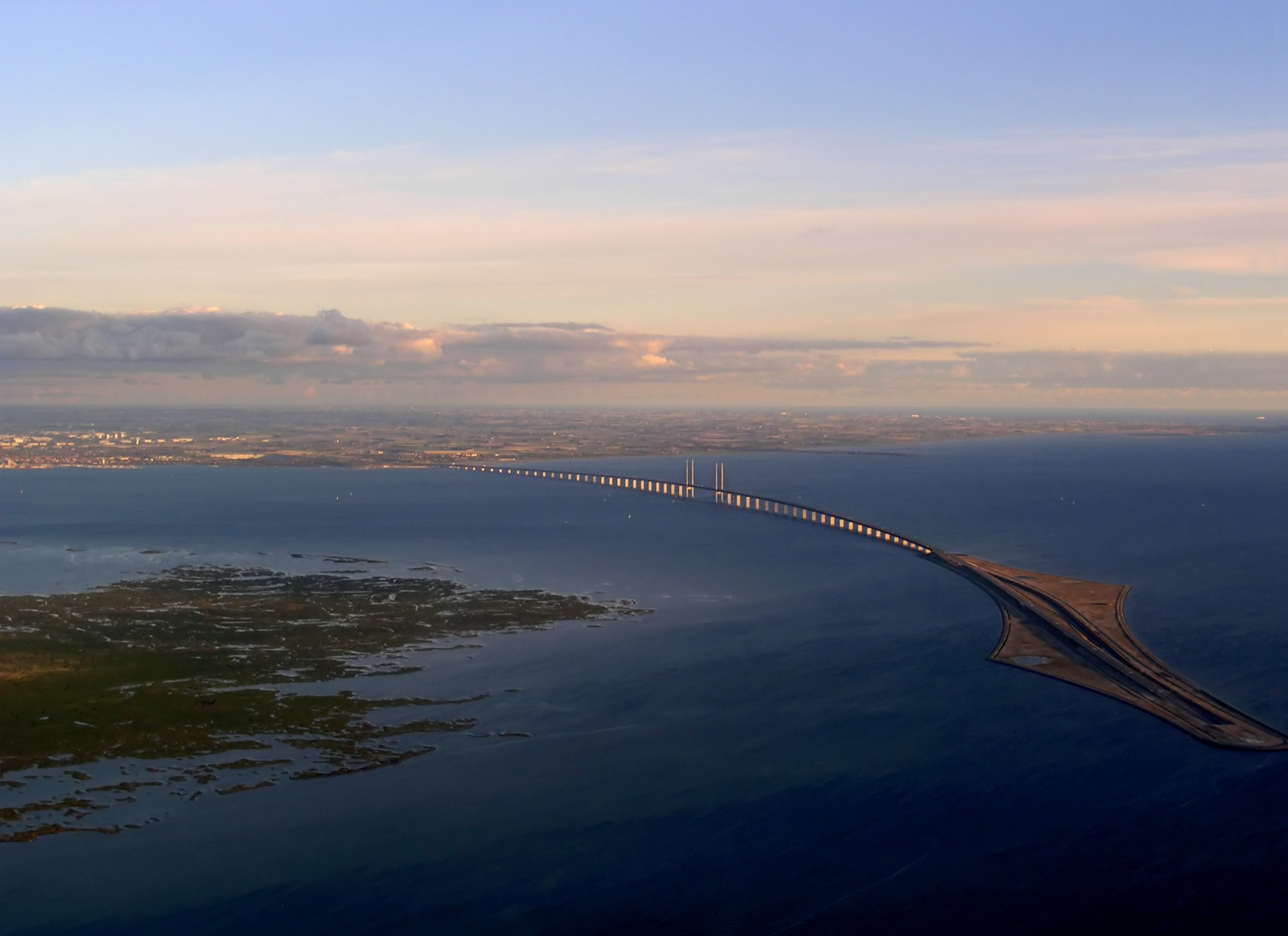
El puente de Øresund

Un puente–túnel (del inglés: bridge–tunnel), o enlace fijo (del inglés: fixed link) o cruce fijo (del inglés: fixed crossing), es una conexión permanente e ininterrumpida a través de un cuerpo de agua, por carretera o ferrocarril, que utiliza una combinación de puentes, túneles y calzadas o pasos elevados y que no implica conexiones intermitentes como puentes levadizos o transbordadores.
El puente de la Confederación se conoció comúnmente como "The Fixed Link"  [El Enlace Fijo] por los residentes de Nueva Brunswick y la Isla del Príncipe Eduardo, antes de que tuviese oficialmente un nombre.

## Túneles y puentes–túneles
Para atravesar un cuerpo de agua, un túnel es generalmente una solución más costosa que construir un puente. Sin embargo, las requerimientos derivados de la navegación en algunos lugares pueden limitar el uso de puentes elevados o puentes levadizos al cruzar los canales de navegación, haciendo necesario el uso de un túnel. Ejemplos de estos túneles son, en los Estados Unidos, los túneles del río Elizabeth, entre las ciudades de Norfolk y Portsmouth, y en Canadá, el túnel George Massey, en el Gran Vancouver, y el Puente Túnel Louis-Hippolyte-La Fontaine en la isla de Montreal, por debajo del río San Lorenzo.
En otros casos, cuando están involucradas distancias más largas, un puente–túnel puede ser una solución menos costosa y más fácil de ventilar que un único y largo túnel.  Esta situación se puede dar cuando no se permiten los puentes levadizos, más económicos, por una razón u otra. Por ejemplo, en el estado norteamericano de Virginia, son ejemplos de este tipo los cruces del puente–túnel Hampton Roads y del puente–túnel Memorial Monitor–Merrimac, ambos en el puerto de Hampton Roads, y el puente–túnel Bahía Chesapeake, una estructura de 37 km de longitud (incluyendo carreteras de aproximación) que cruza la boca de la bahía de Chesapeake con una combinación de puentes y túneles atravesando dos canales de navegación muy distantes entre sí, utilizando cuatro islas artificiales construidas en la bahía como portales. Tuvieron que diseñarse túneles en lugar de puentes levadizos porque los cuerpos de agua que cruzan son críticos para las operaciones navales militares y no podían permitirse el lujo de quedar bloqueadas por el derrumbe de un puente en caso de desastre o guerra.
Otro ejemplo es el puente de Øresund, que conecta Suecia y Dinamarca. Tiene 7,8 km de puente, una isla artificial en medio del estrecho de Øresund, y un túnel de 4,0 km en la zona más cerca de Dinamarca. Ahí no se podía construir un puente  porque habría estado demasiado cerca del aeropuerto internacional de Copenhague. 
El Aqualine Bahía de Tokio es una combinación puente–túnel que atraviesa la bahía de Tokio, en Japón. Conecta la ciudad de Kawasaki, en la prefectura de Kanagawa, con la ciudad de Kisarazu en la prefectura de Chiba. Con una longitud total de 14 km, incluye un túnel de 4,4 km y un puente de 9,6 km por debajo de la bahía, que es el túnel submarino carretero más largo del mundo.  Los puentes levadizos eran poco aconsejables aquí porque la bahía de Tokio es una ruta marítima. demasiado activa.